# Championnat d'Ukraine de football de deuxième division 2016-2017
 (mai 2021).
Navigation
2015-2016 2017-2018
Le Championnat d'Ukraine de football de deuxième division 2016-2017 est la 26e saison de la Persha Liha, la seconde division ukrainienne.
Six nouvelles équipes ont été promues de la seconde ligue 2015-2016 pour porter le nombre de participants à dix-huit :
- Kolos Kovalivka – (champion de seconde ligue, première apparition)
- Veres Rivne (qui revient après dix-neuf saisons)
- Inhoulets Petrove (première saison)
- Bukovyna Tchernivtsi (revient après une saison)
- Skala Stryi (première saison)
- Arsenal Kiev (première saison)

Aucune équipe n'est reléguée de la première ligue ukrainienne 2015-2016.

## Classement
| Rang | Équipe                  | Pts  | J  | G  | N  | P  | Bp | Bc | Diff |
| ---- | ----------------------- | ---- | -- | -- | -- | -- | -- | -- | ---- |
| 1    | Illichivets Marioupol   | 81   | 34 | 25 | 6  | 3  | 61 | 21 | +40  |
| 2    | Desna Tchernihiv        | 74   | 34 | 22 | 8  | 4  | 55 | 23 | +32  |
| 3    | Veres Rivne P           | 67   | 34 | 20 | 7  | 7  | 62 | 32 | +30  |
| 4    | Helios Kharkiv          | 58   | 34 | 16 | 10 | 8  | 31 | 22 | +9   |
| 5    | Kolos Kovalivka         | 57   | 34 | 16 | 9  | 9  | 52 | 38 | +14  |
| 6    | Naftovyk Okhtyrka       | 54   | 34 | 15 | 9  | 10 | 47 | 29 | +18  |
| 7    | Avanhard Kramatorsk     | 52   | 34 | 14 | 10 | 10 | 32 | 28 | +4   |
| 8    | Dnipro Tcherkassy       | 48   | 34 | 12 | 12 | 10 | 30 | 29 | +1   |
| 9    | Obolon-Brovar Kiev      | 45   | 34 | 12 | 9  | 13 | 37 | 37 | 0    |
| 10   | Arsenal Kiev            | 45   | 34 | 12 | 9  | 13 | 38 | 39 | -1   |
| 11   | Hirnyk-Sport Komsomolsk | 43   | 34 | 12 | 7  | 15 | 47 | 54 | -7   |
| 12   | FK Poltava              | 40-3 | 34 | 13 | 4  | 17 | 33 | 43 | -10  |
| 13   | Inhoulets Petrove P     | 38   | 34 | 10 | 8  | 16 | 33 | 45 | -12  |
| 14   | MFK Mykolaïv            | 37   | 34 | 11 | 4  | 19 | 35 | 44 | -9   |
| 15   | FK Soumy                | 36   | 34 | 8  | 12 | 14 | 34 | 44 | -10  |
| 16   | Bukovyna Tchernivtsi P  | 33   | 34 | 8  | 9  | 17 | 27 | 40 | -13  |
| 17   | Skala Stryi P           | 10   | 34 | 5  | 5  | 24 | 25 | 58 | -33  |
| 18   | FK Ternopil             | 15   | 34 | 3  | 6  | 25 | 17 | 70 | -53  |

| Légende : Qualifications et relégations | Légende : Qualifications et relégations |
| --------------------------------------- | --------------------------------------- |
|                                         | Promu en Premier-Liga                   |
|                                         | Barrage de relégation                   |
|                                         | Relégation en Drouha Liha               |

- Desna Tchernihiv n'obtient pas de licence pour la première division, c'est Veres Rivne qui est promu à sa place.
- Le FK Poltava a une pénalité de 3 points.

### Barrages de relégation
| Équipe        | Aller | Total | Retour | Équipe                |
| ------------- | ----- | ----- | ------ | --------------------- |
| FK Soumy (D2) | 2 - 0 | 3 - 1 | 1 - 1  | (D3) FK Balkany Zorya |

- Le FK Soumy se maintient en deuxième division. Le FK Balkany Zorya est cependant promu en deuxième division après la rétrogradation du FK Dnipro de première division vers la troisième division.